# Église de la Sainte-Trinité de Piskavica
Pour les articles homonymes, voir Église de la Sainte-Trinité.
L'église de la Sainte-Trinité (en serbe cyrillique : Храм Свете Тројице ; en serbe latin : Hram Svete Trojice) est située en Bosnie-Herzégovine, sur le territoire du village de Piskavica et sur celui de la Ville de Banja Luka.